# Tortula mucronifolia
Tortula mucronifolia là một loài Rêu trong họ Pottiaceae. Loài này được Schwägr. miêu tả khoa học đầu tiên năm 1811.